# Литау, Екатерина Яковлевна
Литау Екатерина Яковлевна (род. 4 апреля 1979 года, Санкт-Петербург) — российский учёный, специалист в области теории предпринимательства, доктор экономических наук, профессор кафедры управления социально-экономическими системами Санкт-Петербургского университета технологий управления и экономики.

## Биография
Екатерина Яковлевна Литау родилась 4 апреля 1979 года в Санкт-Петербурге.
В 2002 году окончила юридический факультет Санкт-Петербургского государственного университета.
В 2003 году получила степень магистра экономики по специальности «Бухгалтерский учёт, анализ и аудит» в Высшей экономической школе Санкт-Петербурга.
В 2004 году завершила обучение на факультете финансов и кредита в Санкт-Петербургском государственном университете экономики и финансов.
С 2010 года по 2015 год работала преподавателем кафедры анализа хозяйственной деятельности Санкт-Петербургского государственного экономического университета.
В 2014 году защитила кандидатскую диссертацию на тему: «Теоретико-методические разработки в области управления малыми развивающимися предприятиями».
С 2014 года по 2019 год — доцент кафедры международных финансов и бухгалтерского учёта Санкт-Петербургского университета технологий управления и экономики.
С 2016 года по 2023 год — доцент факультета технологического менеджмента и инноваций Университета ИТМО.
С 2020 по 2021 годы — доцент департамента менеджмента Высшей школы экономики в Санкт-Петербурге.
В 2021 году стала доктором экономических наук, защитив диссертацию на тему: «Формирование предпринимательской парадигмы в инновационно-проектной деятельности».
С 2023 года — профессор кафедры управления социально-экономическими системами Санкт-Петербургского университета технологий управления и экономики. С того же года — руководство Институтом развития консалтинга и предпринимательства BLCONS EDU.

## Научная деятельность

### Основные направления научных исследований
Научные интересы Е. Я. Литау включают:
- Теорию предпринимательства;
- Современные модели управления развивающимися предпринимательскими проектами;
- Когнитивные аспекты формирования предпринимательских структур;
- Эстетические и этические как факторы развития успешных предпринимательских проектов.

Екатерина Литау разработала:
- Концепцию гуманистической модели предпринимательского поведения
- Модель предпринимательской витальности, включающую элементы этики, эстетики и когнитивной науки
- 4E Пирамиду возможностей, связывающую потребности потребителей с предпринимательскими возможностями
- Программу MDP для управления малыми предприятиями
- Модель HDI (Humanism, Digitalization, Innovation), ориентированную на инновации и цифровую трансформацию

Е. Я. Литау — приглашенный докладчик на крупных международных конференциях, среди которых:
- ACM International Conference on Business and Information Management, Barcelona, Spain[8]
- International Conference on E-business, Management and Economics, Waterloo, Canada[9]
- European Conference on Innovation and Entrepreneurship, Aveiro, Portugal[10]
- International Business Information Management Association Conference, Milan, Italy[11]
- ISBE Conference of the Institute for small business and entrepreneurship, Paris, France[12]
- ISBE Conference of the Institute for small business and entrepreneurship, Glasgow, Scotland;
- International Conference of the Association of Global Management Studies: Columbia University, New York, USA.

## Научные работы
Автор и соавтор более 50 научных работ, в том числе 4 монографий и учебных пособий.

### Монографии
1.	Литау, Екатерина Яковлевна. Теоретико-практическое обоснование методики оценки предпринимательских проектов : монография / Е. Я. Литау ; Санкт-Петербургский университет технологий управления и экономики, Федеральное государственное бюджетное образовательное учреждение высшего образования «Санкт-Петербургский государственный экономический университет». — Санкт-Петербург : Издательско-полиграфический центр СПбУТУиЭ, 2020. — 77 с. ISBN 978-5-94047-856-0.
2.	Литау, Екатерина Яковлевна. Предпринимательство в современной экономической парадигме : монография / Е. Я. Литау ; Санкт-Петербургский университет технологий управления и экономики, Федеральное государственное бюджетное образовательное учреждение высшего профессионального образования «Санкт-Петербургский государственный экономический университет». — Санкт-Петербург : СПбУТУиЭ, 2020. — 75 с. ISBN 978-5-94047-857-7.

## Учебные пособия
1.	Литау, Екатерина Яковлевна. Основы финансового управления на предприятиях малого и среднего бизнеса : учебное пособие / Е. Я. Литау ; Санкт-Петербург : Лань, 2020. — 120 с. ISBN 978-5-8114-3860-0 Лауреат на лучшее издание по экономическим наукам межрегионального конкурса «Университетская книга — 2017» и «Университетская книга — 2018».
2.	Литау, Екатерина Яковлевна. Финансовое управление развивающимися проектами : учебное пособие / Е. Я. Литау ; Санкт-Петербург : Лань, 2020. — 120 с. ISBN 978-5-8114-4885-2.

### Основные публикации
1.	E. Litau. Patterns of behavioural preferences in innovation and project activities. Journal of Organizational Change Management. 2022; 35 (6).
2.	E. Litau. Scoring method as applied to innovation project evaluation for startup support / Entrepreneurship and Sustainability Is-sues. 2020; 7 (4), ISSN: 2345-0282.
3.	Литау Е. Я. Антиидейность предпринимательской деятельности как атрибут предпринимательских проектов / Экономика и управление. 2020; 8 (178).
4.	Литау Е. Я. Проект как способ реализации предпринимательской деятельности в XXI веке / Экономика и управление. 2020; 12 (182).
5.	E. Litau. Concept of Entrepreneurship Anti-Ideology / Entrepreneurship and Sustainability Issues. 2019; 7 (2), ISSN: 2345-0282.
6.	Литау Е. Я. Эстетика как источник развития предпринимательского творчества / Экономика: вчера, сегодня, завтра. 2019; 9А.
7.	E. Litau. Information flows management as a way to overcome «Puberty challenges» of a small enterprise / ACM International Conference Proceeding Series. SCOPUS; 2018.
8.	E. Litau. Entrepreneurship and economic growth: A look from the perspective of cognitive economics / ACM International Conference Proceeding Series. SCOPUS; 2018.
9.	E. Litau. The information problem on the way to becoming a «Gazelle» / Proceedings of the European Conference on Innovation and Entrepreneurship, ECIE. SCOPUS; 2018.
10.	E. Litau. Evolution of «species» in business: from mice to elephants. The question of small enterprise development / Journal of Advanced Research in Law and Economics. 2017; 6 (28), DOI:10.14505
11.	E. Litau. Cognitive science as a pivot of teaching financial disciplines / Proceedings of the 31st International Business Information Management Association Conference (IBIMA). SCOPUS; 2018.